# Santa Casa de Misericórdia de Curitiba
A Santa Casa de Misericórdia de Curitiba, também conhecida como Hospital de Caridade de Curitiba, é o primeiro e mais antigo hospital do município brasileiro de Curitiba, capital do estado brasileiro do Paraná.

## Histórico

### Primórdios
A Irmandade Santa Casa da Misericórdia foi fundada em Portugal, no ano de 1498, antes do descobrimento do Brasil. Era uma instituição assistencial católica. No século XVI, inúmeras unidades da irmandade foram fundadas nas colônias lusitanas. 
A primeira Santa Casa brasileira foi fundada em Porto Seguro, na Bahia, em 1526. No Paraná, a irmandade chegou a Paranaguá, no ano de 1835.

### Curitiba
Em Curitiba, a Irmandade foi fundada 1852, onde estabeleceram o primeiro hospital da cidade, que tinha apenas dois quartos e funcionava na Rua Direita, atual Rua 13 de Maio, e proporcionou apoio à Santa Casa de Paranaguá, na época lotada de doentes afetados pela epidemia de Cólera. O baiano José Cândido da Silva Murici era seu único médico, que chegou em 1853, a convite de seu conterrâneo, Conselheiro Zacarias de Góis, o fundador da Província do Paraná. Dr. Murici tornou-se o Provedor da Irmandade da Santa Casa da Misericórdia de Curitiba, o cargo mais alto da Instituição, que ocupou até sua morte, em 1879.
A nova sede começou a ser erguida em março de 1868, com o lançamento da pedra fundamental. O Dr. Murici foi o idealizador e o principal responsável pela construção. Após sua morte o cargo de provedor foi assumido por outro baiano, o médico Dr. Antonio Carlos Pires de Carvalho e Albuquerque, que deu continuidade às obras, cujo engenheiro responsável era o alemão Gottlieb Wieland, que residia em Curitiba. Com 160 leitos, o hospital foi inaugurado em 22 de maio de 1880, pelo imperador Dom Pedro II. 
Em 25 de março de 1903 foi inaugurado o Hospício Nossa Senhora da Luz, denominado posteriormente Hospital Psiquiátrico Nossa Senhora da Luz. No dia 22 de maio de 1985 a Fundação Santa Casa de Curitiba foi criada.  
A partir de 1915 passou a funcionar como hospital-escola para a Universidade do Paraná, mas antes disso já funcionava como centro de aperfeiçoamento para os médicos do Paraná e de Santa Catarina. Em 1956 foi criada a Faculdade de Ciências Médicas do Paraná, atual Escola de Medicina da PUCPR, que também adotou o Hospital da Santa Casa para apoio aos alunos. Em 1961, a UFPR substituiu a Santa Casa pelo Hospital de Clínicas.
A cooperação e atuação conjunta entre o Hospital da Santa Casa de Curitiba, a Faculdade de Ciências Médicas da Universidade Católica e a Escola de Enfermagem Madre Léonie iniciaram-se em 1957. A partir dessa data a Santa Casa passou a acolher os estudantes da PUCPR, cuja aliança foi homologada pela APC em 27 de agosto de 1999.
Em 6 de novembro de 1991 foi criado o Instituto Paranaense de Saúde Mental (IPASAME), denominado Professor Dr. Alô Ticoulat Guimarães, e, na mesma data, a Academia de Cultura de Curitiba (ACCUR).

## Estrutura atual
A Santa Casa possui 224 leitos e nove salas cirúrgicas, num complexo de 19 500 m2. Abrange 24 especialidades médicas, além de rica biblioteca.